# James Tarbotton Armstrong
James Tarbotton Armstrong, född 1848 eller 1849, död 5 september 1933 i Los Angeles, var en brittisk elektrotekniker och uppfinnare. 
Armstrong uppfann tillsammans med den svenske ingenjören Axel Orling en patenterad metod för styrande av torpeder, som drevs med elektromotorisk kraft, samt ett system för telefonering och avståndssignalering utan tråd, det så kallade Armorlsystemet, som grundade sig på användningen av ett elektrokapillärt relä och på jordens förmåga att leda de elektriska strömvågorna. För övrigt sysslade han med förbättringar i driften av elektriska järnvägar.